# Victor Meurling
Claes Johan Victor Algernon Meurling, född 29 juni 1844 i Örtomta socken, död 9 oktober 1895 i Visby, var en svensk militär.
Victor Meurling var son till Claes Axel Meurling och Fredrica Svensson. Han blev officer 1862, blev kapten vid Wendes artilleriregemente 1872, var artilleristabsofficer 1877–1879 och blev major 1891. 1894 befordrades Meurling till överstelöjtnant och var 1894–1895 tygmästare på Gotland och chef för Gotlands artillerikår.